# Bosques xéricos de las montañas centrales de Afganistán
La ecorregión de bosques xéricos de las montañas centrales de Afganistán (WWF ID: PA1309) cubre las laderas oriental y sur de la cordillera central de Afganistán, entre el desierto arenoso al sur y las praderas alpinas en la región más alta y húmeda al norte.
A pesar del nombre de la ecorregión, una muy pequeña porción del territorio está realmente cubierta de bosques (menos del 1 %), en realidad la zona está cubierta de escasa vegetación o presenta una vegetación herbácea.

## Localización
Las cadenas montañosas centrales de Afganistán son una extensión, en su parte occidental, de las montañas Hindú Kush que se extienden por el noreste del país. Estos subrangos se centran en Koh-i-Baba (cordillera de Baba) y las montañas Koh-e Paghman. La elevación media es de 2058 metros, siendo el pico más alto el Kuh-e Kokzaro Zaghicha de 5125 metros situado en el extremo noreste de la ecorregión.

## Clima
El clima de la ecorregión es un clima continental húmedo: subtipo de verano caluroso y seco (clasificación climática de Köppen Dsa), este clima se caracteriza por grandes diferencias de temperatura estacionales y un verano caluroso (al menos un mes con un promedio de más de 22 °C (71,6 °F), e inviernos suaves. El mes más seco entre abril y septiembre no tiene más de 30 milímetros de precipitación.

## Flora y fauna
Según imágenes de satélite, el 65 % de la ecorregión está cubierta por vegetación desnuda o escasa, y otro 27 % está formada por «cobertura herbácea». Hay comunidades de pistachos silvestres (Pistacia atlantica) en altitudes de 1150 a 1800 m s. n. m. (metros sobre el nivel del mar). La precipitación en estas altitudes promedia 250-400 mm/año. Más arriba, entre los 2000 y 2800 m s. n. m., los almendros del género Prunus marcan una zona de transición hacia la vegetación subalpina más alta.
La ecorregión alberga una amplia variedad de fauna, entre los que cabe destacar: la pica afgana (Ochotona rufescens), la liebre de El Cabo (Lepus capensis) y el halcón peregrino (Falco peregrinus), también se encuentran aquí poblaciones importantes de gato de la jungla (Felis chaus), jabalí (Sus scrofa) y la gacela persa (Gazella subgutturosa). La endémica Afghanodon mustersi es la única salamandra de Afganistán y se encuentra en arroyos a mayor altitud. Un gran lago salino, el Ab-i Istada, situado en la ecorregión, es una importante parada migratoria en primavera para las aves acuáticas que viajan entre Siberia y la llanura del Ganges en la India, en el santuario se pueden observar grandes poblaciones de chorlitejo mongol grande (Charadrius leschenaultii), cigüeñuela común (Himantopus himantopus) y flamenco común (Phoenicopterus roseus), también es un importante lugar de descanso para la rara grulla siberiana (Leucogeranus leucogeranus).

## Áreas protegidas
No existen áreas protegidas en la ecorregión.

## Estado de conservación
La mayoría de los bosques que alguna vez cubrieron gran parte de Afganistán ahora están gravemente degradados. Los árboles se talan constantemente para obtener material de construcción y leña. El cultivo y el pastoreo han provocado una grave erosión del suelo. Y la guerra que devasta la región desde hace muchos años amenaza seriamente la biodiversidad: sin embargo, aún no se conocen sus efectos sobre el medio ambiente natural. La caza de animales salvajes, incluidas las grullas siberianas, también es motivo de gran preocupación.